# Iso-Kontiainen och Pikku-Kontiainen
Iso-Kontiainen och Pikku-Kontiainen eller Kontainen är en sjö i Finland. Den ligger i kommunen Suomussalmi i landskapet Kajanaland, i den nordöstra delen av landet, 600 km norr om huvudstaden Helsingfors. Iso-Kontiainen och Pikku-Kontiainen ligger 245,3 meter över havet. Den är 31,7 meter djup. Arean är 2,58 kvadratkilometer och strandlinjen är 10,73 kilometer lång. Sjön  ingår i Ijo älvs huvudavrinningsområde. 